# Andrea Held
Andrea Held (* 1968 in Frankfurt am Main) ist eine deutsche Informatikerin und Autorin von Fachliteratur im Bereich Informatik. Sie ist Herausgeberin des Magazins Informatik Aktuell sowie Gründerin und Konferenzleitung der IT-Tage, die im Kongresshaus der Messe Frankfurt am Main stattfinden. An der Jahreskonferenz des Magazins Informatik Aktuell nehmen jährlich rund 1200 Menschen teil.

## Leben
Held studierte Mathematik, Biologie und Deutsch an der Johann Wolfgang Goethe-Universität in Frankfurt.  Später lehrte sie Datenbankmanagementsysteme sowie „Hochverfügbare und robuste Systeme“ an der Fachhochschule Frankfurt und war als Software-Entwicklerin und -Architektin tätig. Seit 1999 publiziert sie Artikel in Fachzeitschriften, seit 2004 Bücher mit dem Schwerpunkt hochverfügbarer Datenbanksysteme.
Ihre Publikationen erschienen beim Verlag Addison-Wesley und beim Carl Hanser Verlag, sowie in Fachzeitschriften wie iX – Magazin für professionelle Informationstechnik, Admin-Magazin und in Zeitschriften der Software & Support Media. Sie engagiert sich im Bereich Digitale Bildung und MINT und ist Mitglied des AdBoards der Developer Week.
Sie ist Herausgeberin des Fachmagazins Informatik Aktuell und Verlagsleitung des Alkmene Verlags.
Held lebt heute mit ihrer Familie in Frankfurt am Main.